# Хелленталь
Хелленталь (нем. Hellenthal) — община в Германии, в земле Северный Рейн-Вестфалия.
Подчиняется административному округу Кёльн. Входит в состав района Ойскирхен.  Население составляет 8235 человек (на 31 декабря 2010 года). Занимает площадь 138 км².
Коммуна подразделяется на 60 сельских округов.